# Корфитцен, Йеппе
Йеппе Корфитцен (дат. Jeppe Corfitzen; род. 29 декабря 2004) — датский футболист, нападающий клуба «Лечче» и сборной Дании до 20 лет.

## Карьера
С 2021 по 2022 год играл в молодёжных командах «Копенгагена». В июле 2022 года перешёл в «Люнгбю», где играл за команду U19. В сентябре того же года перешёл в молодёжку «Лечче». Дебютировал за основную команду клуба 30 сентября в матче Серии А против «Наполи».

## Карьера в сборной
Выступает за сборную Дании до 20 лет.